# 鉄西区 (鞍山市)
鉄西区（てつせい-く）中華人民共和国遼寧省鞍山市に位置する市轄区。

## 地理
鉄西区は鞍山市の東南部に位置する。区名は瀋大鉄道の西に位置することに由来する。

## 行政区画
14街道弁事処を管轄する。
- 街道弁事所：啓明街道、繁栄街道、八家子街道、興盛街道、共和街道、永楽街道、南華街道、大陸街道、北陶官街道、新陶官街道、新城街道、永発街道、寧遠街道、達道湾街道

## 交通

### 航空
- 鞍山騰鰲空港

### 鉄道
- 鞍山西駅